# Mighty 快打旋风
《Mighty 快打旋风》（中国大陆又译作）是一款由卡普空公司制作和发行的清版动作类游戏。本作是1989年在街机发行的《快打旋风》的番外作品，游戏于1993年6月在日本地区FC游戏机上发行。于1993年7月在北美地区发行。
本作与之前移植至超级任天堂不同的是，游戏中的人物具有Q版造型。游戏的剧情遵循着原版《快打旋风》而制作。